# Estnische Futsalnationalmannschaft
Die estnische Futsalnationalmannschaft ist eine repräsentative Auswahl estnischer Futsalspieler. Die Mannschaft vertritt den estnischen Fußballverband bei internationalen Begegnungen.

## Abschneiden seit 2008
Die estnische Nationalmannschaft nimmt seit 2008 am internationalen Spielbetrieb teil. Erstmals nahm Estland an der Qualifikation zur Weltmeisterschaft 2008 sowie zur Europameisterschaft 2010 teil, blieb dort allerdings ohne Punktgewinn, ebenso wie bei der folgenden Qualifikation zur Weltmeisterschaft 2012 und Europameisterschaft 2012.

### Futsal-Weltmeisterschaft
- 2008 – nicht qualifiziert
- 2012 – nicht qualifiziert
- 2016 – nicht qualifiziert

### Futsal-Europameisterschaft
- 2010 – nicht qualifiziert
- 2012 – nicht qualifiziert
- 2014 – nicht qualifiziert
- 2016 – nicht qualifiziert
- 2018 – nicht qualifiziert